# Loch Enoch
Loch Enoch är en sjö i Storbritannien.   Den ligger i riksdelen Skottland, i den centrala delen av landet, 500 km nordväst om huvudstaden London. Loch Enoch ligger 493 meter över havet. Arean är 50 kvadratkilometer.I omgivningarna runt Loch Enoch växer i huvudsak blandskog.